# Будакеси
Будакеси (мађ. Budakeszi) град је у Мађарској. Будакеси је значајан град у оквиру жупаније Пешта, а истовремено и важно предграђе престонице државе, Будимпеште.
Будакеси има 13.933 становника према подацима из 2008. године.

## Географија
Град Будакеси се налази у северном делу Мађарске. Од престонице Будимпеште град је удаљен 20 километара западно. Град се налази у северном делу Панонске низије, у побрђу Пилиш.

## Галерија
- Средиште Будакесија
- Типична стара градња
- Поглед на насеље
- Градски споменик

## Партнерски градови
- Мијеркуреја Чук
- Некарсулм